# 日高市内循環バス
日高市内循環バス（ひだかしないじゅんかんバス）は、埼玉県日高市がかつて運行していたコミュニティバスである。愛称は「せせらぎ号」。1996年（平成8年）10月1日運行開始。
2007年（平成19年）3月30日をもって廃止された。

## 概要
日高市役所を起終点とし、市内の鉄道駅や団地・公共施設などを巡回する循環路線であった。市域の東西で、西コース・東コースの2路線が運行されており、国際興業バスが市内西部の西コース「せせらぎ号ウエスト」、西武バスが市内東部の東コース「せせらぎ号イースト」を担当。専用車両にはそれぞれの愛称が記されていた。
しかし、経路の多くが既存の一般路線バスとの並行区間であり、コミュニティバスの運行経費の赤字が毎年2,000万円以上に達したこと、また市内の一般路線バス網が充実したことから、2007年3月31日をもって廃止された。

### 運行担当事業者
- 西コース - 国際興業バス飯能営業所
- 東コース - 西武バス飯能営業所→狭山営業所
  - 西武バスは、当初は飯能営業所が担当していたが、狭山営業所の移転開設に伴い2002年9月に移管された。

コミュニティバス受託としては、国際興業バスでは朝霞市、浦和市に続き、3番目であった。西武バスでは練馬区、朝霞市、保谷市、新座市、川越市に続き、6番目であった。

## 路線
- 西コース : 日高市役所 - 高麗川駅 - 高麗神社 - 高麗駅 - 武蔵台公民館 - 高麗駅 - 武蔵横手駅東 - 巾着田 - 高麗川駅 - 日高市役所
- 東コース（北回り） : 日高市役所 - ひだか団地 - 高萩駅 - 高麗川団地 - 高麗川駅 - 日高市役所
- 東コース（南回り） : 日高市役所 - 女影 - 高萩駅 - 大谷沢 - 高麗川団地 - 高麗川駅 - 総合福祉センター - 高麗川駅 - 日高市役所
- 西コースおはよう便・ゆうやけ便 : 西武飯能日高 - 山脈公園 - 高麗駅 - 巾着田 - 高麗川駅 - 日高市役所
- 東コースおはよう便・ゆうやけ便 : 高麗川団地第一折返場 - 下鹿山 - 日高市役所

## 車両
市内循環バス開業にあたり、専用車両として国際興業バス・西武バス各1台の合計2台が用意された。両社とも共通カラーの日野・リエッセ（KC-RX4JFAA）で、1990年代半ばという早い時期の開業でありながら、バリアフリー設備として車椅子用リフトを備えていたことが特筆される。
中扉は車椅子専用で引戸になっており、車椅子以外の乗客は前乗り前降りという珍しい方式であった。リエッセの路線仕様にステップリフトバスが追加される以前の導入で、後付けのリフトを設置した改造車であった。なおその後、1997年12月8日に日野自動車からメーカー標準仕様として発売されたリエッセ路線仕様のステップリフトバスは、中扉がグライドスライドドアになっている。
デザインはアイボリーホワイトの車体に、前面に市章、側面にせせらぎを表す青と緑のラインと、日高市の鳥・カワセミのイラストが描かれていた。車両側面後部には「せせらぎ号」の文字と路線名が書かれていた。
- 国際興業バス：702号車（所沢22か1593）中扉1枚引戸、「せせらぎ号ウエスト」の文字[1][8]
- 西武バス：A6-396号車（所沢22か1592）中扉2枚引戸、「せせらぎ号イースト」の文字[4][7]

西武バスの専用車両は、2002年9月に飯能営業所から狭山営業所への移管に伴い転属した。
また、いすゞ自動車製の車両を主体とする国際興業バスでは初となるリエッセの導入であった。西武バスでは先行して運行受託したコミュニティバスでいずれもリエッセを採用している。

## 廃止後
日高市では市内循環バス廃止後に、新たなコミュニティバス路線や乗合タクシー、デマンド型交通などの運行を行っていない。

### 高齢者へのバス・タクシー代補助
市が主体となって実施する事業としては、高齢者の外出支援として市内を運行する一般路線バスの運賃補助を行っている。補助額は年間7,300円を上限とし、定期券購入（国際興業バスの高齢者専用ICフリーパス「彩京のびのびパス」を含む）、またはPASMO・Suicaなど交通系ICカードへのチャージから選択できる。市内在住の75歳以上の高齢者が対象だが、運転免許を自主返納した75歳未満の市民も補助を1回限り受けることができる（申請は免許返納後1年以内）。また一般路線バスが運行されていない地区や、路線バスの利用が困難な高齢者向けとして、タクシー代の補助に代えることもできる。

### 自治会による地域自主運行
また、市ではなく自治会による「地域自主運行」が、以下の2地区で実施されている。これは自治会が道路運送法の規定に該当しない範囲で自家用自動車を運行し、運賃無料で地区内での交通サービスを行うものである。車両の所有・維持管理は各自治会が行うが、初期費用として専用車両購入費を市が補助した。
- 横手台自治会デマンド交通「ふれあい号」[13]

実証運行を経て、2016年（平成28年）12月20日より本格運行開始。
同日午後1時30分より「横手台自治会館」駐車場にて出発式を開催しテープカットが行われた。
専用車両は乗用車（普通自動車）を使用する。
- こま武蔵台自治会移送サービス事業「おりづる号」[14]

2013年度（平成25年度）からの実証運行を経て、2017年（平成29年）10月5日より本格運行開始。愛称は公募により決定された。
同日午前11時より「こま武蔵台ショッピングセンター」にて出発式を開催しテープカットが行われた。
専用車両は乗用車（軽自動車）を使用する。